# Avenida del Paralelo
La avenida del Paralelo (en catalán y oficialmente Avinguda del Paral·lel) es una calle de la ciudad de Barcelona, que se extiende desde las Atarazanas Reales de Barcelona a la plaza de España. El trazado de la avenida coincide con el de un paralelo terrestre, concretamente con el de latitud 41º22'34" norte; de aquí le viene su nombre. Separa el barrio del Pueblo Seco (distrito de Sants-Montjuic) situado al sur de la avenida, de los barrios del Raval (distrito de Ciudad Vieja) y de San Antonio (distrito del Ensanche), situados al norte de la avenida.
Fue inaugurada oficialmente el 8 de octubre de 1894. Tuvo diversos nombres, pero siempre fue conocida como el Paralelo.
- Desde 1874: Avenida del Marqués del Duero
- Desde 1932: Avenida de Francesc Layret
- Desde 1939: Avenida del Marqués del Duero
- Desde 1979: Avenida del Paralelo

## El Paralelo como eje del ocio
El Paralelo fue un lugar de ocio y espectáculos que existió desde finales del siglo XIX hasta la década de 1970. En un tramo de la calle no superior a doscientos metros de largo por unos 50 metros de ancho se habían llegado a concentrar infinidad de teatros, cabarés y otras salas de espectáculos.
El Paralelo barcelonés fue el equivalente en importancia a la que tuvo Montmartre de París. Actualmente vendría a ser parecido al West End londinense o al Broadway de Nueva York.
En la actualidad, de aquel Paralelo solo queda una sombra en el recuerdo de la gente, dos edificaciones teatrales de entonces: El Molino y el Teatro Arnau, y tres teatros que, aunque existían, han sido reedificados y continúan funcionando: el Teatro Apolo, el Teatro Victoria y el Teatro Condal.

### Salas de espectáculo y ocio
Teatros
- Sala BARTS, reabierto como Arteria Paral·lel después de haber sido Gran Teatro Español y discoteca Studio54 (1892- )
- Teatro Arnau, será llevado a cabo un proyecto de rehabilitación por el ayuntamiento de Barcelona para reutilizarlo como teatro (1903-2001)
- Teatro Olimpia, demolido (1900-1909)
- Teatro Talía, demolido (1900-1988)
- Teatro Apolo, en funcionamiento, en un edificio nuevo (1901- )
- Teatro Nuevo, demolido, después de ser un cine (el Nuevo Cinerama) (1901-1988)
- Teatro Condal, en funcionamiento, en una sala nueva (1903-)
- Teatro Victoria, en funcionamiento, en una sala nueva (1905-)
- Teatro Cómico, demolido (1905-1962)
- Teatro-Circo Olympia, demolido (1924-1947)

Music-halls
- El Molino, cerrado en 1997, reabierto en 2010 como sala de espectáculos (1899-)
- Pompeia, demolido (1900-1950)
- Bataclan, demolido (1902-1942)

Salas de baile
- El Tropezón
- Sala Apolo

Bares Musicales
- Serie B Bar

Cafés
- Bar Chicago
- Gran Café Español
- Bar Rosales

## Géneros teatrales del Paralelo
En el Paralelo se dieron distintos géneros teatrales en toda la gran variedad de salas, ferias, cafés, etc.
Así pues podríamos hablar del poder del público, que solía ser muy variado pero sobre todo popular, para con su gusto hacer cambiar las propuestas que en el Paralelo se exhibían. En origen fue una zona fronteriza en la que se encontraban culturas como la gitana que ya difundía el cante y el baile flamenco. Pero aparte de lo más estrictamente popular, el primer género que destacó en el Paralelo fue el mimo, la pantomima que sobre todo con Bonaventura Ibáñez, Enric Adams o los hermanos Onofri alcanzaron su máxima popularidad, justo con la popularidad del primer cine (mudo).
El circo también estaba presente en el Paralelo, pero no tuvo gran popularidad. Aunque existieron sobre todo muchos números y ferias circenses aparte del Circo Español Modelo y el Teatro-Circo Olympia como edificios fijos para el género.
El vodevil, que llega a Barcelona desde compañías italianas y francesas a finales del s. XIX, que sitúa escenas cotidianas y situaciones humorísticas en un entrar y salir de actores. En el Paralelo obtuvo gran popularidad con Elena Jordi (Montserrat Casals) y Josep Santpere, quienes fueron principales impulsores en «nacionalizar» el vodevil y así llegar a un público más popular.
Otros géneros más serios también tuvieron lugar en el Paralelo, como el melodrama, el drama social o el teatro político, géneros sin medias tintas que resaltan posturas extremas. También la fundación del drama catalán con figuras como Àngel Guimerà o Santiago Rusiñol, quién triunfó con el estreno de «L'Auca del senyor Esteve» en el Teatro Victoria del Paralelo.
Sin duda unos de los géneros más populares en el Paralelo fueron los números de revista y espectáculos de variedades, con promotores como Joaquim Montero, el cosmopolitismo posterior a la Gran Guerra influye en el teatro musical de variedades, que remontará en los años 1920 gracias al impulso de Manuel Sugrañés. Sin argumento alguno, los espectáculos seguían el ejemplo parisino de crear números cerrados inconexos entre sí.
La zarzuela entre las décadas de 1920 y 1930 tuvo su espacio en el Paralelo, aunque en los teatros burgueses españoles ya se encontraba en franca decadencia en el Paralelo cogió identidad propia, muy cercana a la opereta centroeuropea. Destacaron el autor Rafael Martínez-Valls y los intérpretes Pablo Gorgé, Marcos Redondo o Emili Vendrell.
El teatro realista fue tal vez el género más crudo, que quería reflejar el ambiente de las mismas calles que se encontraban alrededor del mismo Paralelo: la prostitución, la drogadicción, la miseria de la pobreza y la explotación infantil son algunos ejemplos de la dura y cercana realidad que exponían estas obras. Uno de los más destacados autores fue Josep Amich i Bert «Amichatis», quien conjuntamente con Gastó Mantua, crearon Baixant de la font del gat o La Marieta de l'ull viu, con una cierta ambientación histórica pero con un acercamiento al drama realista que forma parte de la memoria colectiva por la popular canción.
También, fue muy importante el cuplé, canción todo cantada por mujeres, que salían de la prostitución cambiando la calle por los escenarios convirtiéndose en actries sentimentales. Se encontraban a medio camino entre la canción, la danza y el comportamiento escénico con un cierto erotismo, convirtiendo mujeres anónimas en grandes protagonistas de revistas de género psicalíptico.